# Высшие растения
Вы́сшие расте́ния, или назе́мные расте́ния, или эмбриофи́ты (лат. Embryophyta, иногда используется латинское наименование Plantae sensu strictissimo — «растения в наиболее узком смысле»), — клада зелёных растений, которым свойственна дифференциация тканей, в отличие от низших растений — водорослей. К высшим растениям относятся мохообразные и сосудистые растения (папоротниковидные, плауновидные, голосеменные и покрытосеменные).
Высшие растения в некоторых системах классификации рассматривают как таксон ранга от подцарства до надотдела.
Эволюция высших растений тесно связана с выходом на сушу и завоеванием наземных ниш.
Развитие специализированных тканей было важным условием для выхода растений на сушу. Для комфортного существования в воздушной среде растениям было необходимо развить как минимум эпидермис с устьицами для защиты от высыхания и теплообмена и проводящие ткани для обмена минеральных и органических веществ. Результатом выхода растений на сушу также стало разделение организма растения на корень, стебель и лист.
Большое разнообразие условий существования наземной жизни объясняет чрезвычайное богатство форм растений. Но несмотря на разнообразие внешнего вида, всем высшим растениям свойственен один тип полового процесса (оогамия) и два варианта одного типа смены ядерных фаз, или «смены поколений» (гетероморфные циклы развития с преобладанием либо спорофита, либо гаметофита). Во всех случаях оба «поколения» — гаметофит и спорофит — различаются морфологически, цитологически и биологически. В эволюции почти всех отделов высших растений (за исключением мохообразных) в циклах развития преобладает спорофит.

## Мхи
Среди высших растений наиболее примитивным строением обладают Мохообразные (Bryophyta sensu lato) — у них отсутствует корень (есть ризоиды), а у маршанциевых, антоцеротовых и некоторых юнгерманниевых мхов отсутствует деление на лист и стебель — они являются слоевищными, как водоросли или лишайники. Устичный аппарат крайне примитивен, проводящая система не развита, проводящие функции выполняет паренхима.

## Сосудистые споровые
Так называемые Сосудистые споровые, к которым относятся папоротники, хвощи, плауны и псилотовые, имеют уже довольно развитую проводящую систему, всегда выражены стебель, лист и корень. Однако они все ещё сильно связаны с водной средой, так как имеют свободноживущий гаметофит и половое размножение у них происходит с участием жгутиконосных сперматозоидов, которые не могут существовать вне водной среды.
Если Мохообразные и Сосудистые споровые рассматривают как единую группу, к ней иногда применяют собирательный термин «высшие споровые растения».

## Семенные растения
Важным эволюционным прорывом растений на пути завоевания суши стало появление семени и оболочки пыльцевого зерна. Благодаря тому, что отныне гаметофит (теперь состоящий всего из нескольких клеток) стал полностью помещаться внутри влагоудерживающей оболочки, растения смогли освоить пустынные и холодные области.
У некоторых голосеменных и практически у всех цветковых растений в проводящих структурах появляются сосуды и ситовидные трубки — полые проводящие элементы, состоящие из стенок отмерших клеток, благодаря чему их проводящие системы действуют чрезвычайно эффективно.

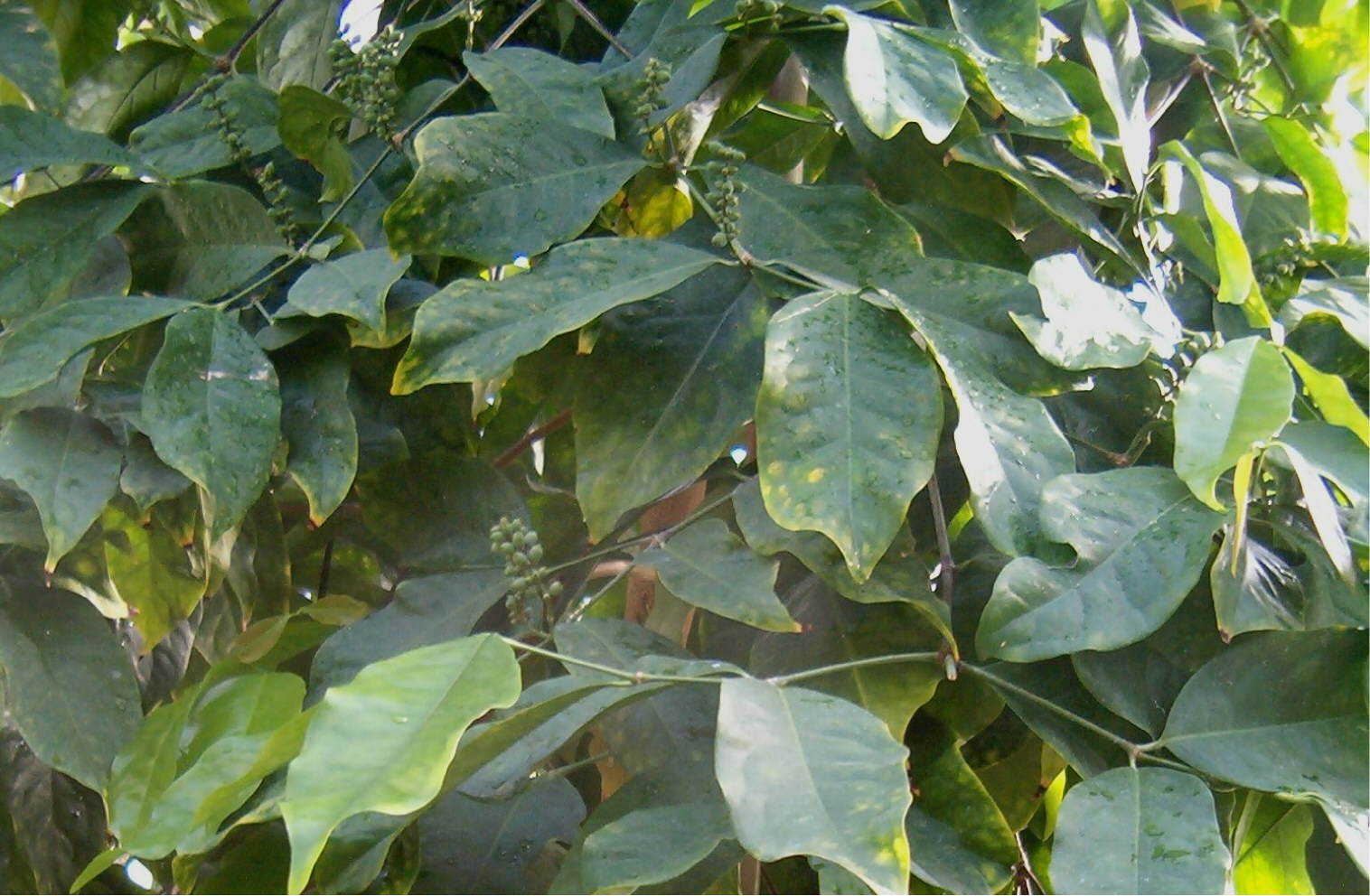
Гнетум, голосеменное растение, имеющее сосуды в проводящей системе.
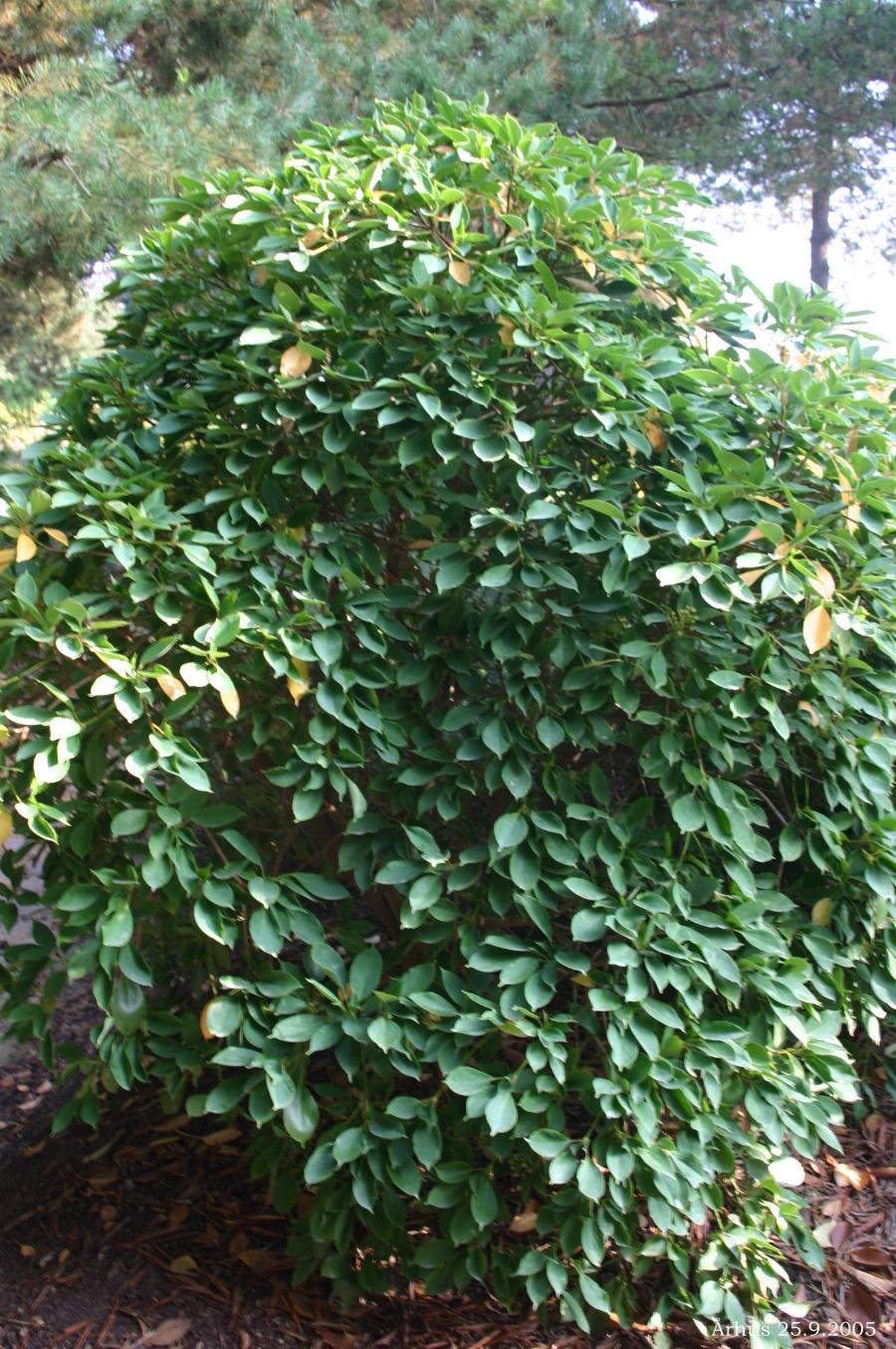
Троходендрон, цветковое растение, первично не имеющее сосудов.
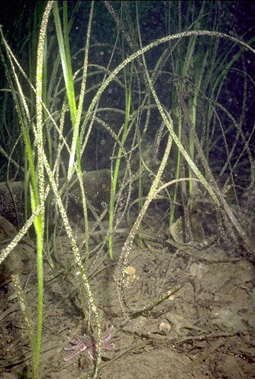
Взморник, одно из немногих высших растений, сумевших вернуться в море.